# Comalapa (kommunhuvudort)
Comalapa är en kommunhuvudort i Guatemala.   Den ligger i kommunen Municipio de San Juan Comalapa och departementet Departamento de Chimaltenango, i den centrala delen av landet, 40 km väster om huvudstaden Guatemala City. Comalapa ligger 2 115 meter över havet och antalet invånare är 20 738.
Terrängen runt Comalapa är huvudsakligen kuperad, men den allra närmaste omgivningen är platt. Terrängen runt Comalapa sluttar österut. Runt Comalapa är det tätbefolkat, med 356 invånare per kvadratkilometer. Närmaste större samhälle är Chimaltenango, 11,5 km sydost om Comalapa. I omgivningarna runt Comalapa växer huvudsakligen savannskog.